# Bejt Jicchak-Ša'ar Chefer
Bejt Jicchak-Ša'ar Chefer (hebrejsky בֵּית יִצְחָק-שַׁעַר חֵפֶר, doslova „Jicchakův dům-Brána Cheferu“, v oficiálním přepisu do angličtiny Bet Yizhaq-Sha'ar Hefer, přepisováno též Beit Yitzhak-Sha'ar Hefer) je vesnice typu mošav v Izraeli, v Centrálním distriktu, v Oblastní radě Emek Chefer.

## Geografie
Leží v nadmořské výšce 28 metrů v hustě osídlené a zemědělsky intenzivně využívané pobřežní nížině respektive Šaronské planině. Západně od vesnice prochází vádí Nachal Avichajil.
Obec se nachází 4 kilometry od břehu Středozemního moře, cca 30 kilometrů severovýchodně od centra Tel Avivu, cca 53 kilometrů jihojihozápadně od centra Haify a 11 kilometrů jižně od města Chadera. Bejt Jicchak-Ša'ar Chefer obývají Židé, přičemž osídlení v tomto regionu je etnicky převážně židovské. Spolu se sousedními vesnicemi Ma'abarot, Mišmar ha-Šaron, Kfar Chajim, Hadar Am a Kfar Jedidja vytváří souvislý severojižní pás zemědělských sídel táhnoucí se až k okraji města Netanja.
Bejt Jicchak-Ša'ar Chefer je na dopravní síť napojen pomocí lokální silnice číslo 5700. Ta pak vede k jihu, kde ústí do dálnice číslo 57. Východně od obce pak probíhá i severojižní tah dálnice číslo 4.

## Dějiny
Bejt Jicchak-Ša'ar Chefer byl založen v roce 1940. Sestává ze čtyř původně samostatných vesnic, které tu vyrostly v letech 1939-1941 a které se sloučily do jedné obce. Jako první to byla osada Bejt Jicchak. Jejími zakladateli byla skupina Židů původem z Německa. Ti se sem dostali na základě dohody uzavřené mezi Židovskou agenturou a německou vládou, která podporovala vystěhovávání Židů. Skupina prvních dvaceti osadníků sem přišla poprvé 14. června 1939. Většinou ji tvořili středostavovští Židé. 23. března 1940 zde došlo k trvalému usídlení a započala výstavba domů a věže na vodu, která tvoří dominantu obce.
Další původně samostatnou vesnicí byl Gan Chefer (גן חפר). Za jejím vznikem stojí organizace Agudat Bnej Binjamin (אגודת בני בנימין), která vznikla roku 1921 a rozvíjela soukromé židovské osidlování zemědělského charakteru. Navazovala přitom na kolonizační aktivity Edmonda Jamese de Rothschilda. Po vypuknutí druhé světové války se organizace rozhodla pro zřízení nové židovské osady v tomto regionu. Gan Chefer byl osídlen 15. ledna 1940 skupinou 15 rodin. Šlo o starousedlé Židy z Palestiny s farmářskou zkušeností.
Ša'ar Chefer založili Židé z Československa. Po Mnichovské dohodě vzrostl mezi Židy v Československu zájem o vystěhování do tehdejší mandátní Palestiny. Na výzvu osidlovací společnosti Rassco přidružené Židovské agentuře k založení zemědělské osady v Palestině zareagovalo 37 středostavovských rodin. Mezitím ale bylo vyhlédnuté místo obsazeno osadníky v nedalekém Bejt Jicchak. Emigranti z Československa se tak usadili o něco dál, na okraji vesnice Gan Chefer. Kromě zemědělství se zde rozvinul i průmysl. Jeden z osadníků založil koncem roku 1940 na pomezí mezi oběma vesnicemi textilní podnik. Do Ša'ar Chefer se trvalí obyvatelé nastěhovali 14. ledna 1941. Čtvrtou osadou, jež zde vznikla, byla Nira (נירה), rovněž šlo o zemědělskou vesnici.
Čtyři podobné zemědělské osady ležící těsně při sobě postupně fúzovaly. O jejich sloučení se uvažovalo již roku 1941, ale představitelé Ša'ar Chefer to odmítli. Vzájemně ale spolupracovaly. V listopadu 1943 byla mezi obcemi Ša'ar Chefer a Bejt Jicchak uzavřena dohoda o hospodářské spolupráci. Mezitím se sloučily vesnice Gan Chefer a Ša'ar Chefer do jedné. Roku 1951 se pak sloučila i Nira s Ša'ar Chefer. Zbyly tak dvě samostatné obce.
Před rokem 1949 měl Bejt Jicchak rozlohu katastrálního území 947 dunamů (0,947 kilometru čtverečního), Ša'ar Chefer 670 dunamů (0,67 kilometru čtverečního) a Nira 280 dunamů (0,28 kilometru čtverečního).
Počátkem 50. let 20. století, s přílivem židovských imigrantů z Evropy i ze zemí jako Irák a Írán, bylo rozhodnuto zbudovat novou obytnou část. Západně od obou vesnic proto vznikl soubor 70 zemědělských usedlostí. Touto novou výstavbou se dále stíraly hranice mezi původními samostatnými vesnicemi. Administrativně ale Bejt Jicchak fungoval jako nezávislá obec se statutem místní rady (malé město), zatímco Ša'ar Chefer byl členskou obcí Oblastní rady Emek Chefer. To se změnilo až roku 1963, kdy vláda místní radu Bejt Jicchak zrušila. Dalších devět let se pak debatovalo o podmínkách sloučení a teprve pak došlo k vytvoření jediné obce v nynějších hranicích.
Mezitím v roce 1954 jihovýchodně od Bejt Jicchak vyrostla nová čtvrť Ganot Hadar (גנות הדר) zřízená jako rezidenční okrsek pro židovské středostavovské imigranty z USA. Když ale pak Bejt Jicchak přišel o status místní rady a vstoupil do Oblastní rady Emek Chefer, čtvrť Ganot Hadar se osamostatnila a vstoupila jako nezávislá vesnice do Oblastní rady Lev ha-Šaron.
Počátkem 21. století obec prochází stavební expanzí o 150 bytových jednotek. Současně s ní se postupně mění její zemědělský charakter a zvyšuje se podíl ryze rezidenčního bydlení.

## Demografie
Podle údajů z roku 2014 tvořili naprostou většinu obyvatel v Bejt Jicchak-Ša'ar Chefer Židé (včetně statistické kategorie "ostatní", která zahrnuje nearabské obyvatele židovského původu ale bez formální příslušnosti k židovskému náboženství).
Jde o menší sídlo vesnického typu s dlouhodobě rostoucí populací. K 31. prosinci 2014 zde žilo 2116 lidí. Během roku 2014 populace stoupla o 2,3 %.
| Rok            | 1948 | 1961 | 1972 | 1983 | 1995 | 2001 | 2003 | 2004 | 2005 | 2006 | 2007 | 2008 | 2009 | 2010 | 2011 | 2012 | 2013 | 2014 |
| -------------- | ---- | ---- | ---- | ---- | ---- | ---- | ---- | ---- | ---- | ---- | ---- | ---- | ---- | ---- | ---- | ---- | ---- | ---- |
| Počet obyvatel | 587  | 1180 | 1122 | 1232 | 1562 | 1550 | 1577 | 1606 | 1634 | 1714 | 1739 | 1791 | 1818 | 1864 | 1968 | 2008 | 2069 | 2116 |